# فرودگاه آبی رد لیک
فرودگاه آبی رد لیک (به انگلیسی: Red Lake Water Aerodrome) یک فرودگاه همگانی است که یک باند فرود آب دارد. این فرودگاه در کشور کانادا قرار دارد و در ارتفاع ۳۵۵ متری از سطح دریا واقع شده است.